# Saint-Martin-de-Laye
Saint-Martin-de-Laye ist eine französische Gemeinde mit 546 Einwohnern (Stand: 1. Januar 2022) im Département Gironde in der Region Nouvelle-Aquitaine. Sie gehört zum Arrondissement Libourne und zum Kanton Le Nord-Libournais. 

## Lage
Saint-Martin-de-Laye liegt an der Isle, etwa 35 Kilometer nordöstlich von Bordeaux und 15 Kilometer nördlich von Libourne. Umgeben wird Saint-Martin-de-Laye von den Nachbargemeinden Maransin im Nordwesten und Norden, Bayas im Nordosten, Guîtres im Osten, Sablons im Osten und Südosten, Bonzac im Süden sowie Saint-Martin-du-Bois im Westen.

## Bevölkerungsentwicklung
| Jahr                       | 1962 | 1968 | 1975 | 1982 | 1990 | 1999 | 2006 | 2011 | 2020 |
| Einwohner                  | 299  | 263  | 270  | 361  | 359  | 386  | 444  | 509  | 551  |
| Quellen: Cassini und INSEE |      |      |      |      |      |      |      |      |      |

## Sehenswürdigkeiten
- Kirche Saint-Martin (Monument historique)

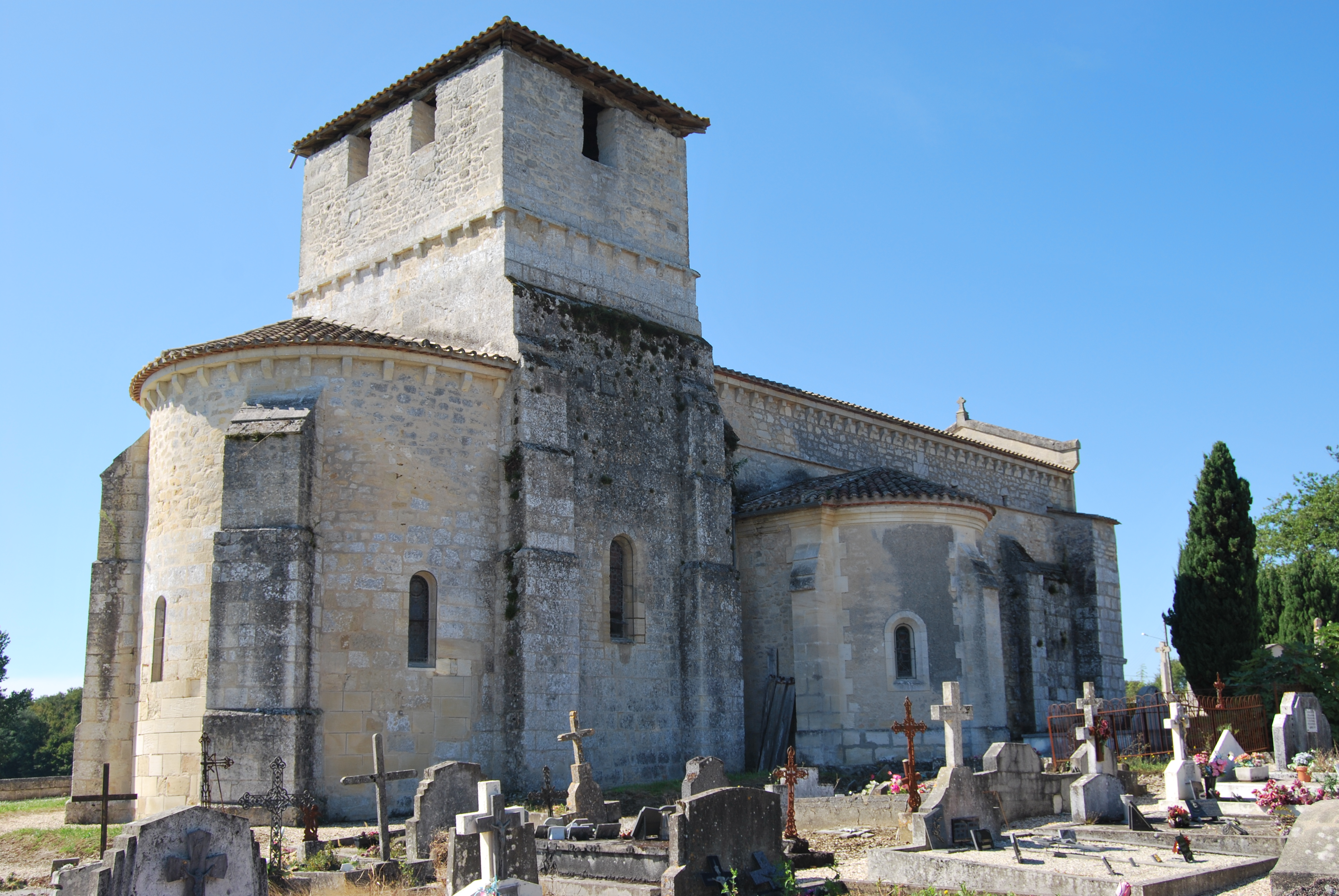
Kirche Saint-Martin
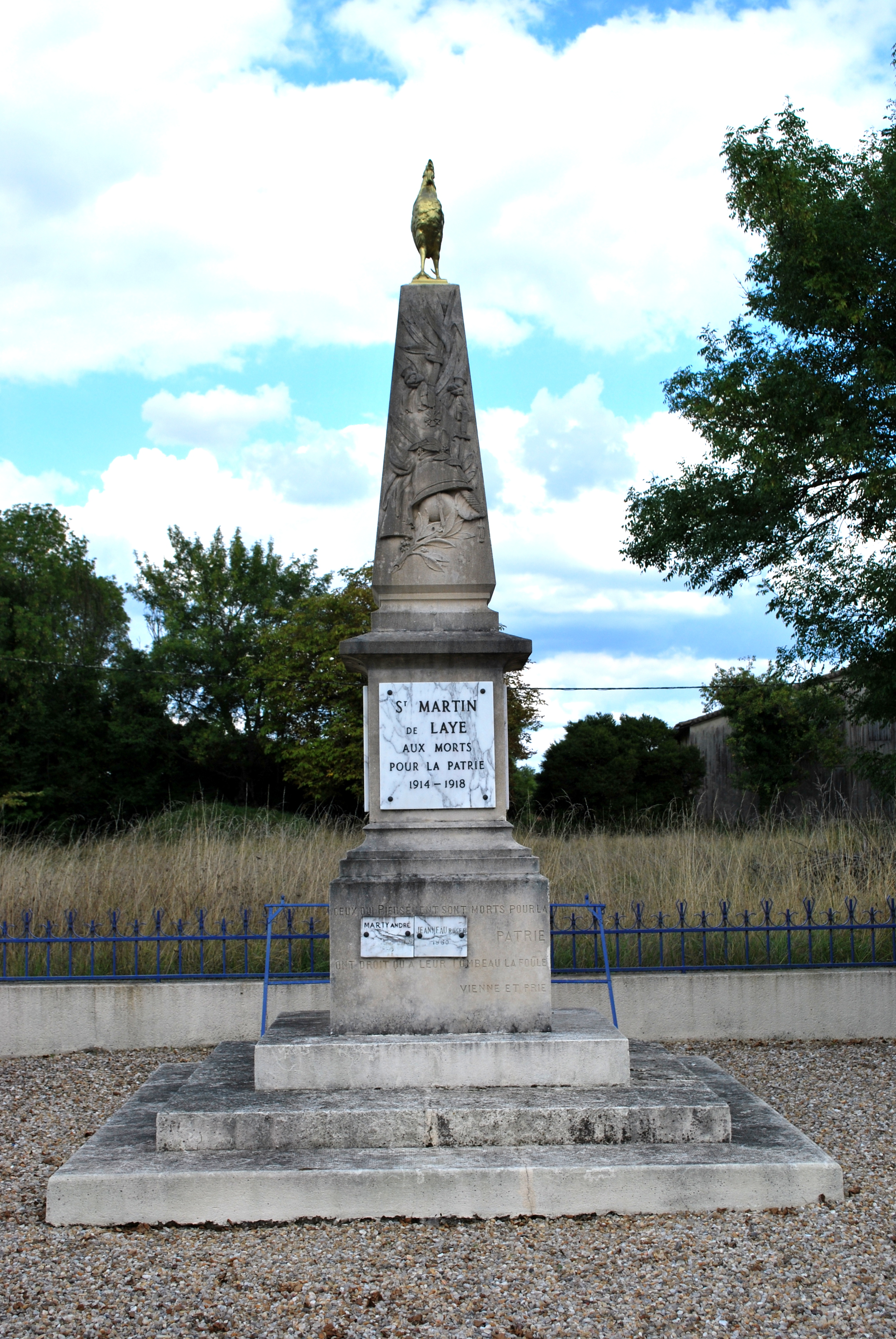
Gefallenendenkmal

## Persönlichkeiten
- Élie Decazes (1780–1860), Staatsmann, Polizei- (1815–1818) und Innenminister (1818–1820)